# Lidia
La Lidia (endonimo: Śfard; in greco: Λυδία; in assiro: Luddu; in lingua ebraica: Lûdîm) è un'antica regione storica (e un regno dell'età del ferro) localizzata nell'Asia Minore occidentale, generalmente a est dell'antica Ionia, nelle attuali province turche di Manisa e l'entroterra di Smirne.

## Geografia
Nella sua maggiore estensione (durante il regno di Creso, VI secolo a.C.), la Lidia era situata ad occidente della Frigia, sul mar Egeo, a nord della Caria e a sud della Misia, e comprendeva tutte le principali città ionie tranne Mileto. Oltre a Sardi, la capitale, città importanti della Lidia furono Colofone, Clazomene, Magnesia, Teo e Smirne. L'importanza di queste città nel mondo antico era innanzitutto economica: soprattutto nelle località portuali che si affacciavano sul mar Egeo, un tratto pieno di insenature e fronteggiato da isole, fiorirono città ricche per le industrie e i commerci che per molti secoli costituirono centri culturali molto importanti.
La Lidia era attraversata da due fiumi: l'Ermo (l'odierno Gediz Irmak) e il Piccolo Meandro (l'odierno Küçük Menderes).

## Storia

### Introduzione

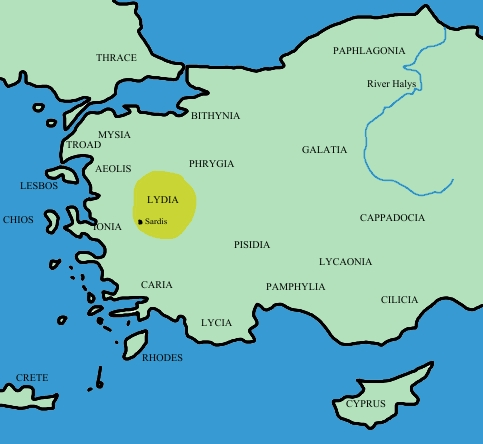
La Lidia alle origini del regno

Secondo Erodoto, il nome "Lidia" derivava da Lido, figlio di Atys, il quale diede il nome di Lidi a una popolazione chiamata in precedenza "Meoni". La Lidia ebbe contatti con alcune fra le più antiche civiltà dell'Anatolia, come quelle degli Ittiti e dei Frigi.
Si ritiene che la lingua lidia sia indoeuropea, e appartenga alla famiglia delle lingue anatoliche.
Secondo una tradizione storiografica lidia o greca, riportata da Erodoto nelle sue Storie, la Lidia sarebbe la patria di provenienza degli Etruschi durante la dinastia degli Eraclidi. Si ritiene che, in seguito a una terribile carestia, una parte dei Lidi emigrarono in cerca di una nuova terra. Guidati dal principe Tirreno approdarono sulle coste occidentali dell'Italia, dando vita ad una nuova civiltà. I Greci chiamavano questo popolo col nome di Tirreni.
Uno studio genetico del 2013 condotto su campioni genetici provenienti dalle necropoli etrusche dell'Italia centrale ha concluso che i legami genetici tra le popolazioni etrusche e quelle anatoliche debbano essere ricondotti a più di 5000 anni fa durante il Neolitico, il che escluderebbe l'ipotesi di Erodoto di una migrazione di massa in epoca più recente. Sulla base dello studio del DNA mitocondriale di questi campioni provenienti dalle necropoli della Toscana e del Lazio, gli Etruschi erano molto simili alle popolazioni del Neolitico dell'Europa Centrale. Secondo l'archeologo britannico Phil Perkins, che ha scavato a lungo in Etruria, "ci sono indicazioni che lo studio del DNA possa supportare la teoria secondo la quale gli Etruschi siano autoctoni nel Centro Italia".
Anche altri studiosi mettono in evidenza le notevoli discrepanze tra la lingua lidia e quella etrusca, che apparterrebbero a due famiglie linguistiche completamente differenti, e così come gli studi di archeologia e protostoria. Alcuni studiosi mettono in dubbio le teorie che vedono gli Etruschi come popolo d'Oriente piuttosto che d'Occidente. A riprova dell'influenza occidentale di cui godevano tali genti, oltre ad esami linguistici che indicano gli Etruschi come popolo non di origine anatolica, si citano scritti come le più antiche cronache egizie sui popoli del Mare.

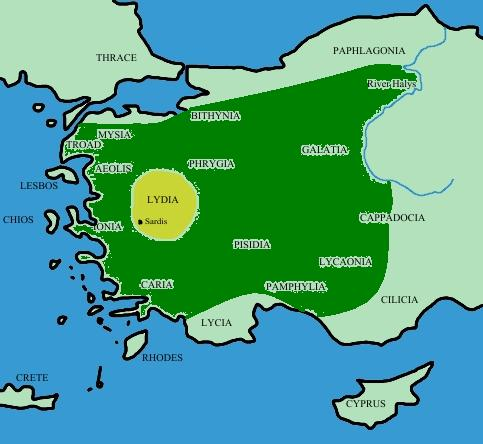
Espansione della Lidia

Dal VII secolo a.C. la regione fu governata dalla dinastia dei Mermnadi, fondata da Gige. Intorno al 650 a.C. vennero coniate le prime monete. Sotto il regno di Creso la Lidia conobbe la sua massima espansione, estendendo la sua influenza su gran parte delle città ionie.
Nel 547 a.C. il re persiano Ciro conquistò la Lidia, che divenne una satrapia dell'Impero Persiano.

Dopo essere stata conquistata da Alessandro Magno, coinvolta nelle guerre fra i successori di Alessandro Magno, dapprima nella lotta fra Antigono Monoftalmo e Lisimaco e poi fra quest'ultimo e Seleuco I, infine passò agli Attalidi in seguito alla battaglia di Magnesia (190 a.C.).
Dal 133 a.C. fu inglobata nella provincia romana dell'Asia.

### Meonia e Lidia
La Lidia sorse come un regno neo-ittita in seguito al collasso dell'impero ittita nel XII secolo a.C. Nel periodo ittita, il nome della regione era stato Arzawa, un'area in cui si parlava la lingua luvia. Secondo fonti greche, il nome originale del regno lidio era Maionia (o Meonia): Omero riporta gli abitanti di Lidia come Maiones (Μαίονες), chiamando la loro capitale non Sardi ma Hyde, possibilmente il nome del distretto dove si trovava Sardi. Successivamente, Erodoto aggiunge che i "meiones" erano stati rinominati come lidi dal re Lydos (Λυδός), figlio di Attis, nella mitica epoca precedente l'ascesa della dinastia eracleide. Questo eponimo eziologico serviva a giustificare il nome greco etnico Lydoi (Λυδοί). Il termine ebraico per lidi, Lûḏîm (לודים), come trovato in Geremia 46.9, e in modo simile considerato derivato dagli eponimi Lud figlio di Sem; in tempi biblici, i guerrieri lidi furono anche arcieri famosi. Alcuni meoni ancora esistevano in tempi storici negli altopiani interni lungo il fiume Ermo, dove si trovava una città chiamata Meonia, secondo Plinio il Vecchio e Ierocle.

### Meonia e Lidia nella mitologia greca
La mitologia lidia è virtualmente sconosciuta così come la letteratura e i rituali al suo riguardo, non essendoci nemmeno monumenti o reperti archeologici con iscrizioni estese; quindi i miti che coinvolgono la Lidia rientrano principalmente nella sfera della mitologia greca.
Per i greci, Tantalo fu il regnante primordiale della mitica Lidia, e Niobe la sua superba figlia; suo marito Anfione collegava gli affari di Lidia con Tebe, e per mezzo di Pelope la discendenza di Tantalo faceva parte dei miti della fondazione della seconda dinastia di Micene. In riferimento al mito di Bellerofonte, Karl Kerenyi sottolineava
"... come la Licia restava così connessa a Creta, e come la persona di Pelope, l'eroe di Olimpia, collegava la Lidia al Peloponneso, così Bellerofonte univa un'altra regione asiatica, o piuttosto due, Licia e Caria, al regno di Argo."
Nel mito greco, la Lidia era anche la prima patria della doppia ascia, la labrys. Onfale, figlia del fiume Iardano, regnò sulla Lidia, della quale Eracle fu servitore per un certo tempo. Le sue avventure in Lidia sono quelle di un eroe greco in una terra periferica e straniera: durante la sua permanenza, Eracle rese schiavi gli Itoni, uccise Sileo il quale costringeva i passanti a zappare la sua vigna; uccise il serpente del fiume Sangario; e catturò i bricconi scimmieschi, i cercopi. Resoconti parlano di almeno un figlio generato da Onfale con Eracle: Diodoro Siculo e Ovidio menzionano un figlio di nome Lamos, mentre Pseudo Apollodoro fornisce il nome di Agelao, e Pausania i nomi di Tirseno, figlio di Eracle avuto dalla "donna lidia".
Tutti e tre gli antenati eroici indicano una dinastia lidia che si pretende discenda da Eracle. Erodoto riferisce di una dinastia eracleide di re governanti la Lidia, forse non ancora discendenti di Onfale. Egli menziona anche la leggenda ricorrente che la civiltà etrusca venisse fondata da coloni provenienti dalla Lidia condotti da Tirreno, fratello di Lido. Tuttavia, Dionisio di Alicarnasso era scettico riguardo a questa storia, mettendo in rilievo che i costumi e la lingua etrusca erano noti per essere totalmente dissimili da quelli dei lidi. Più tardi anche i cronografi ignorarono l'affermazione di Erodoto sul fatto che Agrone fosse stato il primo re, ignorando anche Alceo, Belo, e Nino nell'elenco di re della Lidia. Strabone fa Atys, padre di Lido e Tirreno, come un discendente di Eracle e Onfale. Tutti gli altri resoconti collocano Atys, Lido e Tirreno tra i re pre-eracleidi di Lidia. I depositi di oro nel fiume Pattolo, la fonte della proverbiale ricchezza di Creso (ultimo re storico di Lidia), si diceva fossero stati lasciati là quando il leggendario re Mida di Frigia venne a lavarsi perdendo così nelle sue acque il potere del suo tocco, che trasformava in oro tutto ciò che toccava.
I Meoni figurano nell'Iliade tra gli alleati di Priamo: il loro contingente è guidato dal giovane principe Mestle, accompagnato dal fratello minore Antifo e dallo zio Ifitione. Secondo Virgilio, Mestle era seguito anche dal fratellastro Elenore: dopo la caduta di Troia, Mestle ed Elenore emigrarono in Italia, ma separatamente, in quanto il primo giunse in Veneto con Antenore e fondò Mestre, l'altro approdò nel Lazio con Enea, morendo poi nella guerra contro i Rutuli.

### Prima monetazione

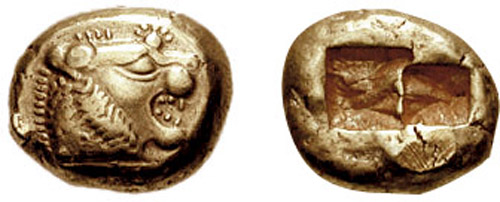
Inizio del VI secolo a.C. moneta da un terzo di statere

Secondo Erodoto, i lidi furono il primo popolo ad introdurre l'uso di monete d'oro e d'argento e il primo a stabilire negozi per la vendita al minuto in località permanenti. Non è chiaro, tuttavia, se Erodoto volesse significare che i lidi fossero stati i primi a introdurre monete di oro e argento puro o in generale le prime monete in metallo prezioso. Nonostante l'ambiguità, questa asserzione di Erodoto vale come attestazione spesso citata a favore del fatto che i lidi avessero inventato la monetazione, almeno in Oriente, anche se le prime monete non erano soltanto d'oro o d'argento, ma costituite da una lega dei due metalli.
La datazione di queste prime monete coniate è uno degli argomenti dell'antica numismatica dibatutti più frequentemente, con date che vanno dal 700 a.C. al 550 a.C., ma la considerazione tenuta più comunemente è che esse fossero state coniate all'inizio (o quasi) del regno di re Aliatte (talvolta riferito in modo non corretto come Aliatte II), che governò la Lidia tra il 610 e il 550 a.C. Le prime monete erano fatte di elettro, una lega di oro e argento che si realizzava già in natura, ma che era ulteriormente falsificata dai lidi con altra aggiunta di argento e anche rame.
Le più grandi di queste monete sono comunemente riferite come 1/3 di statere (trite), del peso di circa 4,7 grammi, sebbene nessuno statere intero di questo tipo sia mai stato trovato, e la moneta di 1/3 di statere probabilmente sarebbe più correttamente riferita come uno statere, che significa "standard". Queste monete venivano stampate con una testa di leone decorata con ciò che è probabilmente un raggio di sole, simbolo del re. A complemento del taglio più grande, erano fatte frazioni di monete, inclusa la hekte (sesto), hemihekte (dodicesimo), e così fino ad arrivare al 96esimo, con la moneta di 1/96 di statere del peso soltanto di circa 0,15 grammi. C'è disaccordo, tuttavia, sul fatto se le frazioni al di sotto della dodicesima parte di statere siano effettivamente lidie.
Il figlio di Aliatte era Creso, che divenne sinonimo di ricchezza. Sardi era rinomata come una bellissima città. Intorno al 550 a.C., all'inizio del suo regno, Creso finanziò la costruzione del tempio di Artemide a Efeso, che divenne una delle Sette meraviglie del mondo antico. Creso venne sconfitto in battaglia da Ciro II di Persia nel 546 a.C., per cui il regno lidio perdette la sua autonomia diventando una satrapia persiana.

### Dinastie autoctone

Mappa dell'impero lidio all'apice dell'espansione, nel suo periodo finale, sotto la sovranità di Creso, VI secolo a.C.

La Lidia venne governata da tre dinastie:
Atiadi (1300 a.C. o anche prima) - eraclidi (tilonidi) (al 687 a.C.)
Secondo Erodoto gli eraclidi regnarono per 22 generazioni a cominciare dal 1185 a.C., per un periodo durato 505 anni). Aliatte fu re di Lidia nel 776 a.C.. L'ultimo re della dinastia fu Mirsilo o Candaule.
- Candaule - Dopo aver regnato per 17 anni venne assassinato dal suo precedente amico Gige, che gli succedette così al trono di Lidia.

Mermnadi
- Gige, chiamato Gugu di Luddu nelle iscrizioni assire (687-652 a.C. o (690-657 a.C.) - Una volta stabilitosi sul trono, Gige si dedicò a consolidare il suo regno per farne una potenza militare. La capitale venne spostata da Hyde a Sardi. I cimmeri barbari misero a sacco molte città lidie, eccetto Sardi. Gige era figlio di Dascilo, il quale, richiamato dall'esilio in Cappadocia dal re lidio Mursilo o Mirsilo — detto Candaule "lo strangolatore di cani" (un titolo dell'Ermes Lidio) dai greci — mandò suo figlio in Lidia invece di andarci lui stesso. Gige si rivolse all'Egitto, con le sue fedeli truppe carie insieme a mercenari ioni per aiutare Psammetico a scuotersi dal giogo assiro. Alcuni studiosi della Bibbia credono che Gige di Lidia fosse stato il personaggio biblico di Gog, regnante di Magog, menzionato nel libro di Ezechiele e nel libro della rivelazione.
- Ardis II (652-621 a.C.)
- Sadiatte (621-609 a.C.) o (624-610 a.C.) - Erodoto scrisse (nelle ricerche) che egli lottò con Ciassare, il discendente di Deioce, e con i medi, scacciò i cimmeri dall'Asia, prese Smirne, fondata dai coloni di Colofone, e invase Clazomene e Mileto.
- Aliatte II (609 o 619-560 a.C.) - uno dei più grandi regnanti di Lidia. Quando Ciassare attaccò la Lidia, i re di Cilicia e Babilonia intervennero negoziando una pace nel 585 a.C., seconda la quale il fiume Halys venne stabilito come la frontiera tra medi e Lidia. Erodoto scrive:

"Al rifiuto di Aliatte di cedere ai supplicanti di Ciassare, spediti da questi per ottenere una risposta, la guerra scoppiò tra lidi e medi, continuando per cinque anni, con successo mutevole durante la quale, i medi guadagnarono molte vittorie sui lidi, e anche i lidi ottennero molte vittorie sui medi".
La battaglia dell'eclissi fu la battaglia finale in una guerra durata 15 anni tra Aliatte II di Lidia e Ciassare dei medi. Essa ebbe luogo il 28 maggio del 585 a.C., e terminò bruscamente a causa di eclissi solare totale.
- Creso (560-546 a.C.) - l'espressione "ricco come Creso" deriva appunto da questo re. L'impero lidio ebbe termine quando Creso attaccando l'impero persiano di Ciro II venne sconfitto nel 546 a.C.

### Impero persiano
Nel 546 a.C., il re achemenide Ciro II il Grande s'impossessò di Sardi e la Lidia divenne così una sua satrapia.

### Impero ellenistico
La Lidia rimase una satrapia dopo la conquista della Persia da parte del re Alessandro III di Macedonia. Quando l'impero di Alessandro si disgregò dopo la sua morte, la Lidia venne ad essere governata dalla maggiore dinastia asiatica dei diadochi, i seleucidi, e quando essa divenne incapace di mantenere il suo territorio in Asia Minore, la Lidia cadde sotto il dominio della dinastia attalide di Pergamo. Il suo ultimo re evitò le spoliazioni e la devastazione di una guerra di conquista romana lasciando il reame tramite testamento all'impero romano.

### Provincia romana d'Asia

Provincia romana d'Asia

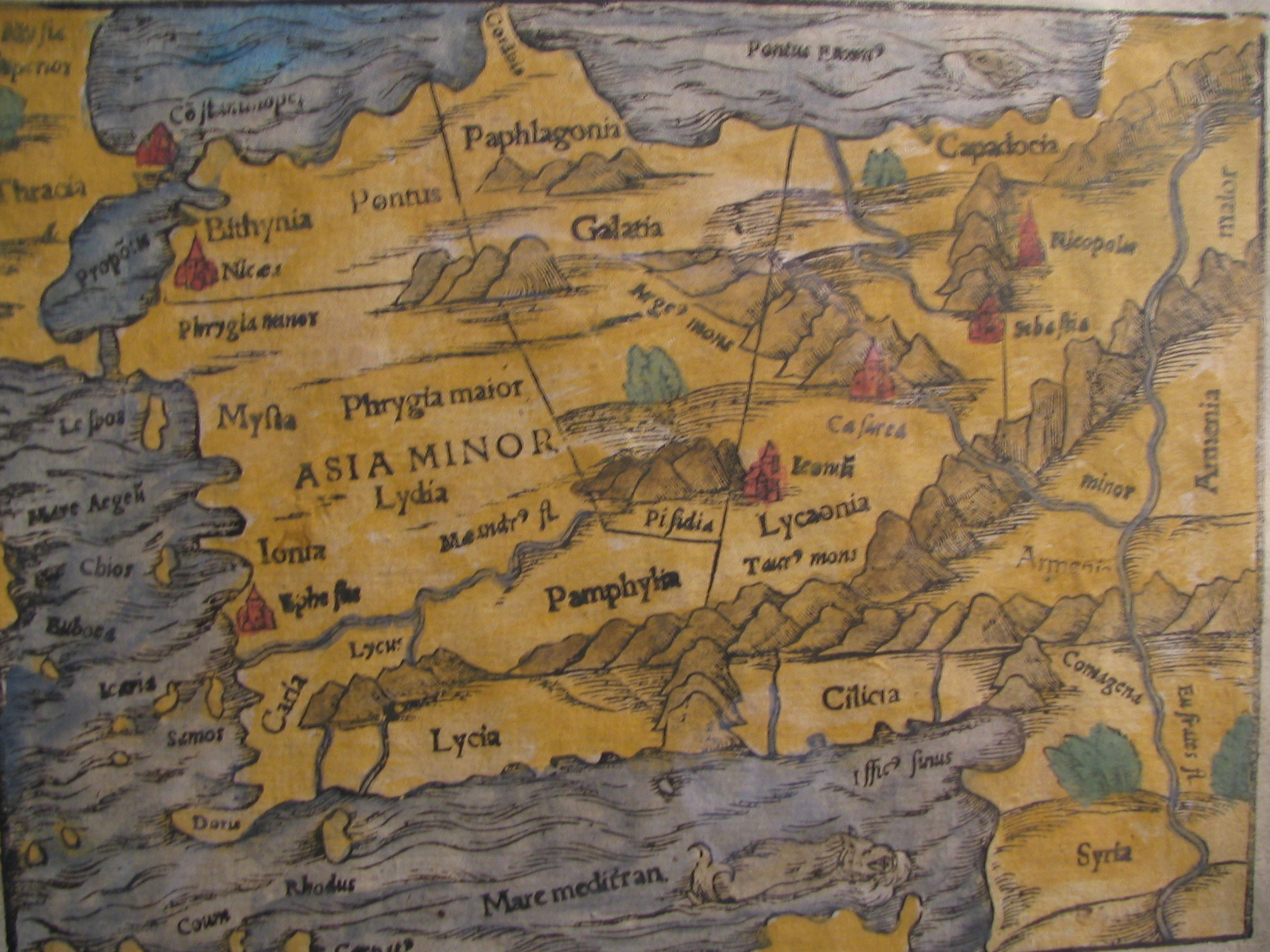
Foto di una mappa del XV secolo raffigurante la Lidia

Quando i romani entrarono nella sua capitale Sardi nel 133 a.C., la Lidia, come le altre regioni del lascito attalide, divenne parte della provincia d'Asia, una provincia romana molto ricca, meritevole di un governatore di alto rango di proconsole. L'intero occidente dell'Asia Minore aveva colonie ebraiche molto antiche, e anche il cristianesimo vi era molto spesso presente. Gli atti degli apostoli 16:14-15 menzionano il battesimo di una mercante donna chiamata "Lidia" proveniente da Tiatira, nella regione di ciò che una volta era la satrapia di Lidia. Il cristianesimo si espanse rapidamente nel III secolo d.C., incentrato sul vicino esarcato di Efeso.

### Provincia romana di Lidia
Sotto la riforma della tetrarchia dell'imperatore Diocleziano nel 296 d.C., la Lidia riprese il suo nome come una provincia romana separata, molto più piccola della precedente satrapia, con la sua capitale a Sardi. Insieme con le province di Caria, Ellesponto, Licia, Panfilia, Frigia prima e secunda, Pisidia e le Insulae (Isole Ionie), essa formava la diocesi (sotto un vicario) di Asiana, che faceva parte della prefettura pretoriana dell'Oriens (Oriente), insieme alla diocesi Pontiana (la maggior parte dell'Asia Minore), L'Oriens propriamente detto (principalmente la Siria), Egitto e Tracia (nei Balcani, grosso modo la Bulgaria). Sotto l'imperatore bizantino Eraclio (610-641), la Lidia divenne parte dell'Anatolikon, uno degli originari themata, e più tardi Thrakesion. Sebbene il turchi selgiuchidi conquistassero la maggior parte del resto dell'Anatolia da parte dell'Islam, formando il sultanato di Ikonion, la Lidia rimase ancora parte dell'impero bizantino. Durante l'occupazione di Costantinopoli della quarta crociata, la Lidia continuò a far parte dell'impero greco ortodosso bizantino incentrato su Nicea.

### Sotto il governo turco
La Lidia cadde infine in mano dei nuovi beilikati  turchi, i quali furono tutti assorbiti dallo Stato ottomano nel 1390. L'area divenne parte del vilayet (provincia) ottomana di Aydın, costituendo la parte più occidentale dell'attuale repubblica di Turchia.

## Divinità lidie
- Annat, dea vergine della terra, dell'amore, della fertilità e della guerra
- Anax
- Artimis, dea della Luna, delle selve, degli animali selvatici, delle giovani fanciulle vergini e della caccia
- Asterio, dio fluviale, uno delle tre personificazioni dei fiumi dell'Argolide
- Atergätus, dea della generazione e della fertilità e inventrice di utili strumenti
- Atys, dio degli antichi riti di propiziazione della fecondità della terra
- Baki (vedi anche Bacco), dio della follia, delle feste, del vino, dell'uva, dell'ebrezza e della vendemmia
- Bassareo, dio della follia, delle feste, del vino, dell'uva, dell'ebrezza e della vendemmia
- Damasēn
- Gugaie/Guge/Gugaia
- Hermos, dio del fiume Ermo
- Hipta
- Hullos
- Kandaulēs, messaggero degli dei, dio della velocità, dell'astuzia, delle strade, del commercio, dei messaggi, dei viaggiatori, dei ladri, dell'eloquenza, dell'atletica, delle trasformazioni di ogni tipo, della destrezza e della farmacia, protettore dei messaggeri, dei ladri e dei viaggiatori
- Kaustros
- Kubebe, dea tutelare protettrice dell'antica città siriana di Karkemish, nei pressi dell'Eufrate
- Lamētrus, dea dell'agricoltura, del grano, della natura, della fertilità, dei raccolti, delle messi e della carestia
- Lykos
- Leone lidio
- Mēles
- Moxus
- Omfalē, regina della Lidia
- Pldans, dio del Sole, delle arti, della musica, della profezia, della poesia, delle arti mediche, delle pestilenze e della scienza
- Spitridate